# 立正
立正是一種站立的軍事姿勢，大部分國家的立正，會包括以下姿勢：
- 抬頭、挺胸、縮下顎、縮小腹.
- 雙手打直放在大腿外側，貼緊褲縫線或裙縫線。
- 眼睛平視前方，頭部和臉部維持固定不動，眼睛盯住遠處的物體，臉部無表情。
- 兩腿挺直，雙膝併攏，腳跟併攏，往外張開固定角度。
- 保持靜默，身體和臉部維持不動。

## 腳部動作
在英國、紐西蘭、美國、澳大利亞、中華民國國軍中，腳跟併攏向外張開45度，在加拿大，張開30度，在瑞士，張開60度，在芬蘭，兩腳尖需分開2個拳頭寬。在波蘭和土耳其，腳尖則是要分開成自己的腳長。

## 臂部動作
兩臂下垂，在美國，需要將手貼緊身體

## 手部動作
在美國、英國、中華民國、日本、韓國及其他地區或國家，要握拳，在中國、波蘭等國則是五指併攏伸直。

## 頭部動作
頸部垂直，在中華民國、中國、美國要收下顎。